# George Savile (8e baronnet)
George Savile (18 juillet 1726 - 10 janvier 1784), est un homme politique anglais qui siège à la Chambre des communes de 1759 à 1783. 

## Biographie
Il est né à Savile House, Londres, le seul fils de George Savile (7e baronnet) et Mary Pratt, (mariée plus tard à Charles Morton), de l'Abbaye de Rufford, Nottinghamshire et hérite du titre de baronnet à la mort de son père en 1743. Il fait ses études au Queens 'College, à Cambridge . 

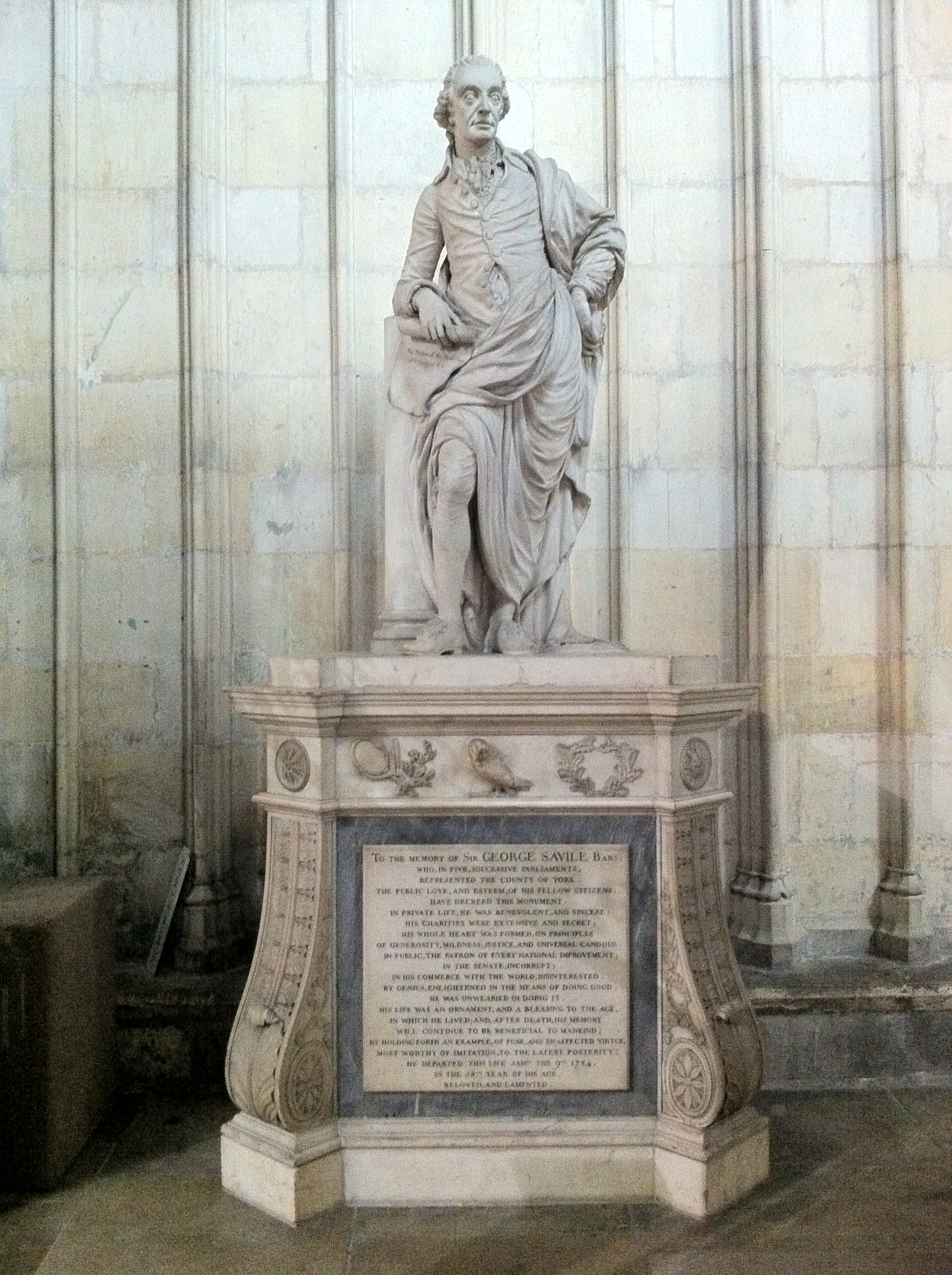
Monument à Sir George Savile dans le couloir nord du chœur d'York Minster

Il est élu sans opposition en tant que député du Yorkshire lors d'une élection partielle le 3 janvier 1759. En général, il défend les vues d'un caractère très libéral, notamment des mesures de secours pour les catholiques romains et les dissidents protestants, et défend l'action des colons américains. Il présente le Catholic Relief Act, qui conduit aux Gordon Riots en 1780. Il refuse de prendre ses fonctions et en 1783, il démissionne de son siège au parlement . Il est élu membre de la Royal Society en décembre 1747. 
Il est décédé célibataire à Londres et est enterré dans le caveau familial à Thornhill, West Riding of Yorkshire. Horace Walpole déclare que Savile a une grande fortune et un esprit plus large, et Edmund Burke a également une haute opinion de lui. 